# Elsterhang bei Röttis
Das Naturschutzgebiet Elsterhang bei Röttis liegt im Vogtlandkreis in Sachsen. Es erstreckt sich westlich und südwestlich von Jocketa, einem Ortsteil der Gemeinde Pöhl, entlang der Weißen Elster. Östlich des Gebietes erstreckt sich das etwa 108 ha große Naturschutzgebiet Triebtal, verläuft die S 297 und erstreckt sich die 3,87 km² große Talsperre Pöhl.

## Bedeutung
Das 42,72 ha große Gebiet mit der NSG-Nr. C 36 wurde im Jahr 1961 unter Naturschutz gestellt.